# Наци (фильм)
Наци (нем. Führer Ex) — немецкая драма режиссёра Винфрида Боненгеля, которая была выпущена 31 августа 2002 года. Фильм повествует о группе неонацистов и рассматривает их жизни, мотивации и последствия их экстремистских убеждений. Сам слоган фильма «Gewalt. Gefühl. Gefangen» (на немецком языке) можно перевести как «Насилие. Чувство. Пойманный в ловушку», что указывает на ключевые темы и настроение фильма.

## Сюжет
Друзья Хайко и Томми мечтают сбежать из ставшего им опостылевшим коммунистического Берлина. Попытка пересечь границу приводит их в тюрьму. В отличие от медлительного и замкнутого Хайко, опытный и отважный Томми уже знаком с суровыми порядками образцовых тюрем ГДР, где заправляют неонацистские группировки. Чтобы выручить Хайко Томми был вынужден подписать сотрудничество со Штази.
Хайко сбегает из тюрьмы, заручившись дружбой местного фашистского лидера.
Им суждено было увидеться лишь четыре года спустя, в Берлине, где Хайко, ставший убежденным нацистом, командовал командой скинхедов, вышедших из подполья после падения Берлинской стены.

## Актёры
| Актёр             | Роль                        |
| ----------------- | --------------------------- |
| Аарон Хильдебранд | Томми Цирер                 |
| Кристиан Блюмель  | Хайко Дегенер               |
| Жюль Флирль       | Беате                       |
| Люси ван Орг      | мама Хайко Элизабет Дегенер |
| Деннис Грабош     | Олаф                        |
| Максвелл Рихтер   | Псих                        |
| Дитер Лазер       | Эдуард Келлерман            |
| Хеннинг Пекер     | Бонцо                       |
| Кристоф Ортманн   | Фредди                      |
| Юрген Лингман     | Хаген                       |
| Гарри Баер        | Фридхельм Кальтенбах        |
| Мирко Джикански   | Бернд                       |
| Маттиас Фрэйноф   | Штази-офицер                |

## Награды и номинации

### Номинации
- 2002 — Номинация на премию «Bogota Film Festival» в категории «лучший фильм / мини-сериале»(Нельсон Маккормик)
- 2002 — Номинация на премию «Гильдии кинорежиссёров Америки» в категории «За выдающуюся режиссуру»